# Ultra (àlbum)
Ultra és el dotzè disc del grup de pop electrònic Depeche Mode, i el seu novè àlbum de material nou. Fou publicat al mes d'abril de 1997. Fou el primer treball des de la sortida d'Alan Wilder el 1995. Aquest fet junt als greus problemes amb les drogues de David Gahan, van provocar que molta gent especulés amb la fi de la banda.

## Informació
Ultra és un disc de canvis en molts aspectes. Fidels al seu esperit de renovació amb cada nou àlbum, Depeche Mode van escollir Tim Simenon com a productor, líder del grup Bomb the Bass, i juntament amb el seu equip de col·laboradors va contribuir a crear un so característic per donar personalitat a Ultra afegint elements de hip-hop i música industrial al seu pop electrònic. Els ritmes són contundents i les guitarres continuen tenint un paper destacat en els arranjaments, però no tant com en el disc anterior, Songs of Faith and Devotion, mentre els sintetitzadors recuperen part del protagonisme que hi havien cedit, per crear melodies agressives o textures atmosfèriques, depenent del cas.
També va ser Ultra un disc de canvis a nivell de formació, Alan Wilder va abandonar Depeche Mode el mes de juny de 1995, frustrat pel poc reconeixement que havia rebut pel seu esforç i la seva dedicació, tot remarcant el deteriorament de la relació amb els altres membres del grup. A final de 1995, Martin Gore reuní els seus companys per començar a treballar en el nou disc amb Simenon. Malauradament, els problemes de David Gahan amb les drogues i la beguda van estar a punt d'acabar amb la seva vida i van dificultar el procés d'enregistrament. A mitjan 1996 començà un procés de recuperació que li va permetre de superar les seves addiccions i, alhora, que Depeche Mode enllestissin l'àlbum.
A més, per primera vegada en molts anys no hi hagué gira mundial, per tal de possibilitar que el grup (i especialment David Gahan) es recuperés plenament dels problemes i dels maldecaps de la gira anterior; només van fer-se uns petits concerts anomenats Ultra Parties per promocionar el disc. Les crítiques que va rebre foren bastant polaritzades; algunes publicacions (com Q o Rolling Stone) van comentar-lo positivament, mentre les ressenyes del Melody Maker o del New Musical Express foren notablement més dures.
Com tots els altres discos, Ultra fou remasteritzat amb les cares B dels senzills, material extra i un DVD que mostra l'evolució del grup durant aquest període. Com la resta d'àlbums remasteritzats, també hi havia inclòs un documental titulat Depeche Mode 95-98 (Oh well, that's the end of the band...), subtítol del qual prové dels pensaments de Gore quan Wilder va abandonar la banda. Hi apareixen discussions entre els membres sobre la marxa de Wilder i moments de la rehabilitació de Gahan. Fou rellançat el 2 d'octubre de 2007 en un doble disc junt a Exciter, completant així el catàleg de col·leccionista anomenat Depeche Mode Collectors Edition. També van publicar una edició «deluxe» en vinil internacionalment.

## Llista de cançons

### CD Stumm 148
Totes les cançons foren escrites i compostes per Martin Gore. 
| Núm.          | Títol                              | Durada |
| ------------- | ---------------------------------- | ------ |
| 1.            | «Barrel of a Gun»                  | 5:35   |
| 2.            | «The Love Thieves»                 | 6:42   |
| 3.            | «Home»                             | 5:42   |
| 4.            | «It's No Good»                     | 5:58   |
| 5.            | «Uselink»                          | 2:21   |
| 6.            | «Useless»                          | 5:12   |
| 7.            | «Sister of Night»                  | 6:04   |
| 8.            | «Jazz Thieves»                     | 2:54   |
| 9.            | «Freestate»                        | 6:44   |
| 10.           | «The Bottom Line»                  | 4:26   |
| 11.           | «Insight»                          | 6:26   |
| 12.           | «Junior Painkiller» (cançó oculta) | 2:11   |
| Durada total: | Durada total:                      | 60:04  |

- El tema «Junior Painkiller» és un tema ocult, ja que no apareix al llistat de temes del disc. Es tracta d'una versió reduïda del tema «Painkiller», que dura quasi set minuts i mig.
- Gore és el cantant a les cançons «Home» i «The Bottom Line», mentre Gahan ho és a la resta. «Uselink», «Jazz Thieves» i «Jr. Painkiller» són interludis instrumentals.

### Reedició 2007 (CD/SACD)
El disc 1 és un híbrid (SACD/CD), mentre el disc 2 és un DVD que inclou «Ultra» en formats DTS 5.1, Dolby Digital 5.1 i PCM Stereo, amb material extra.
| 1. | «Barrel of a Gun» |  |
| 2. | «It's No Good»    |  |
| 3. | «Useless»         |  |

| 1. | «Painkiller»              |  |
| 2. | «Slowblow»                |  |
| 3. | «Only When I Lose Myself» |  |
| 4. | «Surrender»               |  |
| 5. | «Headstar»                |  |

| 1. | «Depeche Mode 95-98 (Oh well, that's the end of the band...)» (vídeo documental) | 50:00 |

## Posicions en llistes
| Llista (1997)    | Posició | Certificació |
| ---------------- | ------- | ------------ |
| Alemanya         | 1       | Or           |
| Austràlia        | 7       |              |
| Canadà           | 2       |              |
| Espanya          | 75      |              |
| França           | 2       | Or           |
| Itàlia           | 2       |              |
| Països Baixos    | 15      |              |
| UK Albums Chart  | 1       | Or           |
| US Billboard 200 | 5       | Or           |

## Dades
- Depeche Mode: David Gahan, Martin Gore, Andrew Fletcher.
- Temes escrits per Martin Gore.
- Temes cantats per David Gahan, excepte «Home» i «The Bottom Line» (cantats per Martin Gore) i «Uselink», «Jazz Thieves» i «Jr. Painkiller», que són instrumentals.
- Produït per Tim Simenon.
- Mesclat per Tim Simenon i Q.
- Enginyer de so: Q.
- Programacions: Kerry Hopwood.
- Teclats i programacions: Dave Clayton.
- Enregistrat als estudis Abbey Road, Eastcote, Westsidem Strongroom, RAK (Londres), Electric Lady (Nova York) i Larrabee West (Los Angeles). Assistents: Paul Hicks, Guy Massey, Lee Fitzgerald, Tom Rixton, Gary Forde, Lee Philips, Jamie Campbell, Jim, Greg, Audie Chamberlain, Robbie Kazandjian.
- Masteritzat per Mike Marsh a The Exchange.
- Músics addicionals:
  - Victor Indrizzo: percussió («Barrel of a Gun» i «It's No Good»).
  - Jaki Liebezeit: percussió («The Bottom Line»).
  - BJ Cole: guitarra («The Bottom Line»).
  - Gota Yashiki: bateria («Useless»).
  - Keith Le Blanc: bateria («Useless»).
  - Danny Cummings: percussió («Useless» i «Freestate»).
  - Doug Wimbish: baix («Useless»).
  - Daniel Miller: Roland System700 («Uselink»).
- Coordinadora vocal: Evelyn Halus.
- "Uselink» i «Jazz Thieves» mesclats per Tim Simenon i Gareth Jones.
- Enginyer de so en l'enregistrament de les veus addicionals als temes «Home», «Love Thieves» i «Freestate": Gareth Jones (estudis RAK).
- Secció de cordes a «Home»: arranjada per Dave Clayton, coordinada per Graham Perkins, dirigida per Richard Niles.
- Management: Jonathan Kessler per a Baron Inc.
- Direcció artística, fotografies i portada: Anton Corbijn. Disseny de portada: Area.

## Informació addicional
- «Sister of Night» és una de les poques cançons que es pogueren completar abans que David Gahan comencés el programa de rehabilitació.
- En aquest disc, els interludis entre cançons apareixen citats al llistat (menys en el cas de «Jr. Painkiller»), cosa que no havia passat en els seus últims àlbums.
- Ultra és el primer disc de Depeche Mode on hi ha músics addicionals tocant parts considerables d'una quantitat important de cançons. També és el primer disc on DM deixen tota la feina de producció a una tercera persona, en aquest cas Tim Simenon.
- Tim Simenon, d'altra banda, ja havia remesclat la versió en directe del tema «Everything Counts i s'havia declarat admirador de Depeche Mode.
- Es tracta, fins a la data, del disc més llarg de Depeche Mode.